# Rehimena phrynealis
Rehimena phrynealis là một loài bướm đêm trong họ Crambidae.